# 港南台
港南台（こうなんだい）は、神奈川県横浜市港南区の町名。現行行政地名は港南台一丁目から港南台九丁目。住居表示実施済み区域。

## 地理
1960年代から開発された、いわゆるニュータウンである。東に隣接する磯子区洋光台よりやや遅れて開発が進められた。根岸線港南台駅を中心とし、南に隣接する栄区域には円海山に連なる丘陵が残る。商業地としての年間商品販売額は2002年（平成14年）の調査で約414億円で、横浜市内97地域中8位、港南区内では上大岡（745億円）に次いで2位となっている。一戸建てと、UR都市機構（都市再生機構）を中心とした賃貸・分譲団地が混在している。

### 地名
1981年（昭和56年）に住居表示を施行した際に通称名として使用されていた「港南台」が採用された。
団地には鳥の名前が付けられており、分譲はひばり団地やひよどり団地など山鳥の名前、賃貸はかもめ団地やちどり団地など海鳥の名前で統一されている。駅前のショッピングセンター港南台バーズ（Birds=鳥の複数形）の名称も、このことにちなんでいる。

### 面積
面積は以下の通りである。
| 丁目         | 面積（km²） |
| ------------ | ----------- |
| 港南台一丁目 | 0.297       |
| 港南台二丁目 | 0.306       |
| 港南台三丁目 | 0.288       |
| 港南台四丁目 | 0.413       |
| 港南台五丁目 | 0.293       |
| 港南台六丁目 | 0.426       |
| 港南台七丁目 | 0.382       |
| 港南台八丁目 | 0.393       |
| 港南台九丁目 | 0.321       |
| 計           | 3.119       |

### 地価
住宅地の地価は、2024年（令和6年）1月1日の公示地価によれば、港南台4-14-5の地点で33万8000円/m²、港南台8-28-8の地点で17万1000円/m²、港南台9-5-4の地点で20万6000円/m²、港南台5-15-34の地点で24万4000円/m²となっている。

## 歴史
- 1965年（昭和40年）- 開発用地買収開始。
- 1966年（昭和41年）8月9日 - 根岸線第2期工事（磯子 ‐ 大船間）の許可が下りる[12]。
- 1969年（昭和44年）6月 - 開発工事起工。
- 1969年9月 - 港南台遺跡群の埋蔵文化財調査開始（～1973年1月迄[13]）
- 1970年（昭和45年）3月17日 - 根岸線が磯子駅から洋光台駅まで延伸開業[12]。
- 1973年（昭和48年）4月9日 - 根岸線洋光台駅 - 大船駅間開通[14]（根岸線は全線開通）、港南台駅開業。
- 1974年（昭和49年）9月2日 - 港南台第一小学校開校。
- 1974年9月15日 - めじろ団地入居開始。
- 1974年10月 - 港南台第一中学校開校。
- 1974年12月21日 - ちどり団地入居開始。
- 1975年（昭和50年）4月1日 - 港南台高校開校。
- 1975年7月 - 洋光台経由で上大岡駅とを結ぶ路線バス運行開始。
- 1976年（昭和51年）3月21日 - かもめ団地入居開始。
- 1976年4月 - 港南台バーズ開業。
- 1976年7月 - つぐみ団地・ひばり団地入居開始。
- 1976年9月1日 - 港南台第二小学校開校。
- 1977年（昭和52年）10月22日 - ダイエー港南台店開店
- 1978年 - こまどり団地・うぐいす団地入居開始。
- 1978年 - 横浜女子短期大学開校。
- 1979年（昭和54年）9月1日 - 港南台第三小学校開校。
- 1979年12月6日 - 南横浜バイパス（現・横浜横須賀道路）日野 - 朝比奈間開通、港南台IC供用開始。
- 1981年（昭和56年）7月27日 - 住居表示実施に伴う町名変更により、港南区日野町・磯子区峰町・戸塚区上郷町・中野町のの各一部より港南台一丁目から九丁目新設[15]。
- 1983年（昭和58年）- 小坪小学校開校。
- 1983年 - 済生会横浜市南部病院開院、髙島屋港南台店開店。
- 1995年（平成7年）- 港南台郵便局開局。

### 町名の変遷
| 実施後       | 実施年月日                | 実施前（各町名ともその一部）               |
| ------------ | ------------------------- | ------------------------------------------ |
| 港南台一丁目 | 1981年（昭和56年）7月27日 | 日野町（一部）                             |
| 港南台二丁目 | 1981年（昭和56年）7月27日 | 日野町（一部）                             |
| 港南台三丁目 | 1981年（昭和56年）7月27日 | 日野町（一部）                             |
| 港南台四丁目 | 1981年（昭和56年）7月27日 | 日野町、戸塚区中野町（各一部）             |
| 港南台五丁目 | 1981年（昭和56年）7月27日 | 日野町、戸塚区中野町（各一部）             |
| 港南台六丁目 | 1981年（昭和56年）7月27日 | 日野町（一部）                             |
| 港南台七丁目 | 1981年（昭和56年）7月27日 | 日野町（一部）                             |
| 港南台八丁目 | 1981年（昭和56年）7月27日 | 日野町、磯子区峰町、戸塚区上郷町（各一部） |
| 港南台九丁目 | 1981年（昭和56年）7月27日 | 日野町、戸塚区上郷町、中野町（各一部）     |

## 世帯数と人口
2025年（令和7年）6月30日現在（横浜市発表）の世帯数と人口は以下の通りである。
| 丁目         | 世帯数     | 人口     |
| ------------ | ---------- | -------- |
| 港南台一丁目 | 1,392世帯  | 3,083人  |
| 港南台二丁目 | 2,896世帯  | 4,452人  |
| 港南台三丁目 | 976世帯    | 1,900人  |
| 港南台四丁目 | 1,531世帯  | 2,893人  |
| 港南台五丁目 | 1,128世帯  | 2,448人  |
| 港南台六丁目 | 2,177世帯  | 4,223人  |
| 港南台七丁目 | 1,296世帯  | 3,000人  |
| 港南台八丁目 | 1,167世帯  | 2,798人  |
| 港南台九丁目 | 1,527世帯  | 3,432人  |
| 計           | 14,090世帯 | 28,229人 |

### 人口の変遷
国勢調査による人口の推移。
| 年                 | 人口   |
| ------------------ | ------ |
| 1995年（平成7年）  | 29,722 |
| 2000年（平成12年） | 30,436 |
| 2005年（平成17年） | 29,052 |
| 2010年（平成22年） | 28,697 |
| 2015年（平成27年） | 28,523 |
| 2020年（令和2年）  | 28,481 |

### 世帯数の変遷
国勢調査による世帯数の推移。
| 年                 | 世帯数 |
| ------------------ | ------ |
| 1995年（平成7年）  | 10,631 |
| 2000年（平成12年） | 11,603 |
| 2005年（平成17年） | 11,641 |
| 2010年（平成22年） | 12,035 |
| 2015年（平成27年） | 12,448 |
| 2020年（令和2年）  | 13,020 |

## 学区
市立小・中学校に通う場合、学区は以下の通りとなる（2024年11月時点）。
| 丁目         | 番地             | 小学校                   | 中学校                   |
| ------------ | ---------------- | ------------------------ | ------------------------ |
| 港南台一丁目 | 4〜10番          | 横浜市立日野小学校       | 横浜市立日野南中学校     |
| 港南台一丁目 | 1〜3番 11〜50番  | 横浜市立港南台第三小学校 | 横浜市立港南台第一中学校 |
| 港南台二丁目 | 全域             | 横浜市立港南台第三小学校 | 横浜市立港南台第一中学校 |
| 港南台三丁目 | 9〜12番 20〜23番 | 横浜市立港南台第三小学校 | 横浜市立港南台第一中学校 |
| 港南台三丁目 | 1〜8番 13〜19番  | 横浜市立港南台第二小学校 | 横浜市立港南台第一中学校 |
| 港南台三丁目 | 24番             | 横浜市立小坪小学校       | 横浜市立日野南中学校     |
| 港南台四丁目 | 9〜32番 36〜39番 | 横浜市立小坪小学校       | 横浜市立日野南中学校     |
| 港南台四丁目 | 33〜35番         | 横浜市立港南台第二小学校 | 横浜市立日野南中学校     |
| 港南台四丁目 | 1〜8番           | 横浜市立港南台第二小学校 | 横浜市立港南台第一中学校 |
| 港南台五丁目 | 全域             | 横浜市立港南台第二小学校 | 横浜市立港南台第一中学校 |
| 港南台六丁目 | 全域             | 横浜市立港南台第一小学校 | 横浜市立港南台第一中学校 |
| 港南台七丁目 | 全域             | 横浜市立港南台第一小学校 | 横浜市立港南台第一中学校 |
| 港南台八丁目 | 全域             | 横浜市立港南台第一小学校 | 横浜市立港南台第一中学校 |
| 港南台九丁目 | 18〜32番         | 横浜市立港南台第二小学校 | 横浜市立港南台第一中学校 |
| 港南台九丁目 | 13〜17番         | 横浜市立港南台第二小学校 | 横浜市立日野南中学校     |
| 港南台九丁目 | 9〜12番          | 横浜市立小坪小学校       | 横浜市立日野南中学校     |
| 港南台九丁目 | 1〜8番           | 横浜市立日野南小学校     | 横浜市立日野南中学校     |

## 事業所
2021年（令和3年）現在の経済センサス調査による事業所数と従業員数は以下の通りである。
| 丁目         | 事業所数  | 従業員数 |
| ------------ | --------- | -------- |
| 港南台一丁目 | 64事業所  | 361人    |
| 港南台二丁目 | 53事業所  | 544人    |
| 港南台三丁目 | 291事業所 | 5,876人  |
| 港南台四丁目 | 204事業所 | 2,133人  |
| 港南台五丁目 | 95事業所  | 1,270人  |
| 港南台六丁目 | 71事業所  | 861人    |
| 港南台七丁目 | 84事業所  | 1,088人  |
| 港南台八丁目 | 42事業所  | 447人    |
| 港南台九丁目 | 58事業所  | 722人    |
| 計           | 962事業所 | 13,302人 |

### 事業者数の変遷
経済センサスによる事業所数の推移。
| 年                 | 事業者数 |
| ------------------ | -------- |
| 2016年（平成28年） | 998      |
| 2021年（令和3年）  | 962      |

### 従業員数の変遷
経済センサスによる従業員数の推移。
| 年                 | 従業員数 |
| ------------------ | -------- |
| 2016年（平成28年） | 12,360   |
| 2021年（令和3年）  | 13,302   |

## 交通

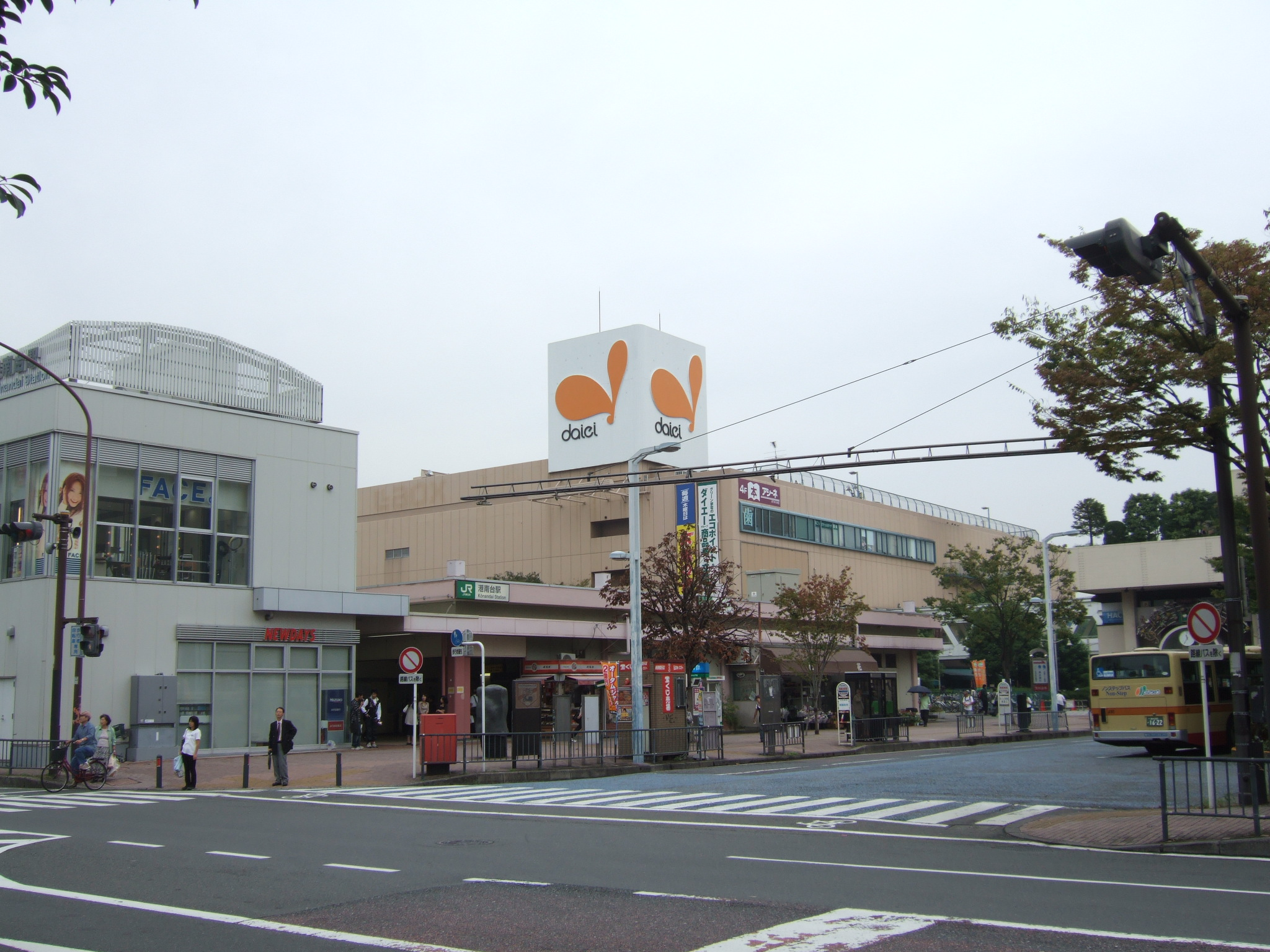
JR港南台駅とダイエー港南台店

### 鉄道
東日本旅客鉄道（JR東日本）
 京浜東北・根岸線
- - 港南台駅 -

- JR根岸線港南台駅（横浜駅より約24分）利用が中心だが、路線バスで20分前後の京急本線上大岡駅も利用されている。

### バス
上大岡駅へ横浜市営バス・神奈中バスが比較的本数多く運行されているほか、横浜市営バスが洋光台駅・上永谷駅・野庭団地方面、神奈中バスが栄区の上郷や桂台などの住宅地へ運行している。港南台駅からは京都・大阪への夜行高速バスや羽田空港への直行バスも発着している。詳細は、港南台駅#バス路線参照。

### 道路
- 町の南側を環状3号線が通り、北端は鎌倉街道に接する。町の中心を南北に舞岡上郷線が貫き、東端は洋光台との境に横浜横須賀道路が通る。
- 高速道路は、狩場方面へは横浜横須賀道路日野インターチェンジ、横須賀方面へは港南台インターチェンジ利用となる。

## 施設

### 教育機関
小学校は横浜市立港南台第一・第二・第三小学校と小坪小学校の4校、中学校は横浜市立港南台第一中学校と日野南中学校の2校。他に、神奈川県立横浜明朋高等学校、横浜市立港南台ひの特別支援学校、横浜女子短期大学が置かれている。

### 医療機関
駅の東側に災害医療拠点病院である済生会横浜市南部病院が置かれている。

### 商業施設
駅前には相鉄ローゼン、イオンなどの大型店と、港南台バーズにテナントや映画館のシネサロンがある。環状3号線や舞岡上郷線沿道にはロードサイド型店舗が並ぶ。
港南台駅のそばにあった髙島屋港南台店は2020年8月に閉店した。

## ギャラリー

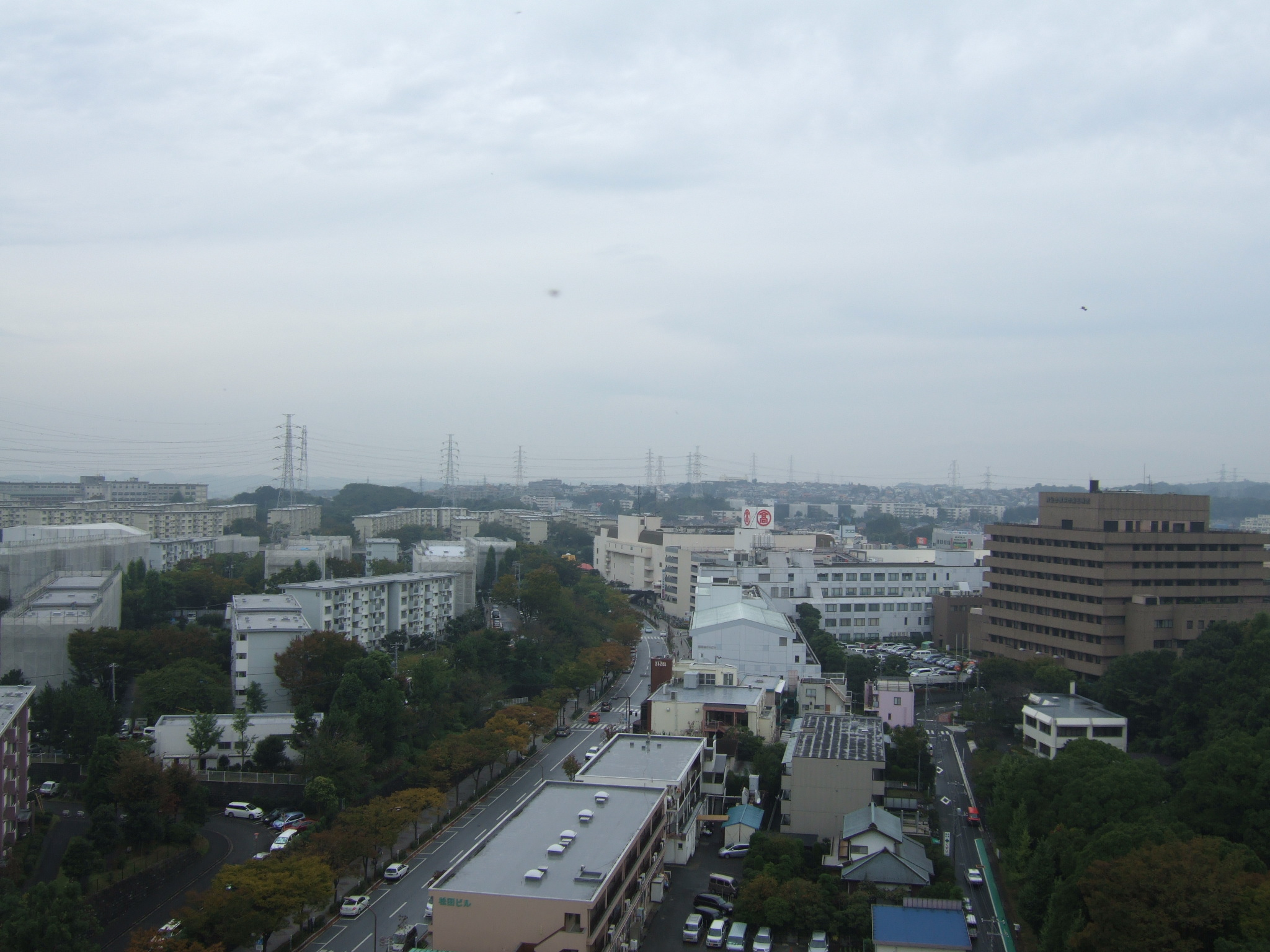
2丁目より港南台駅方向を望む
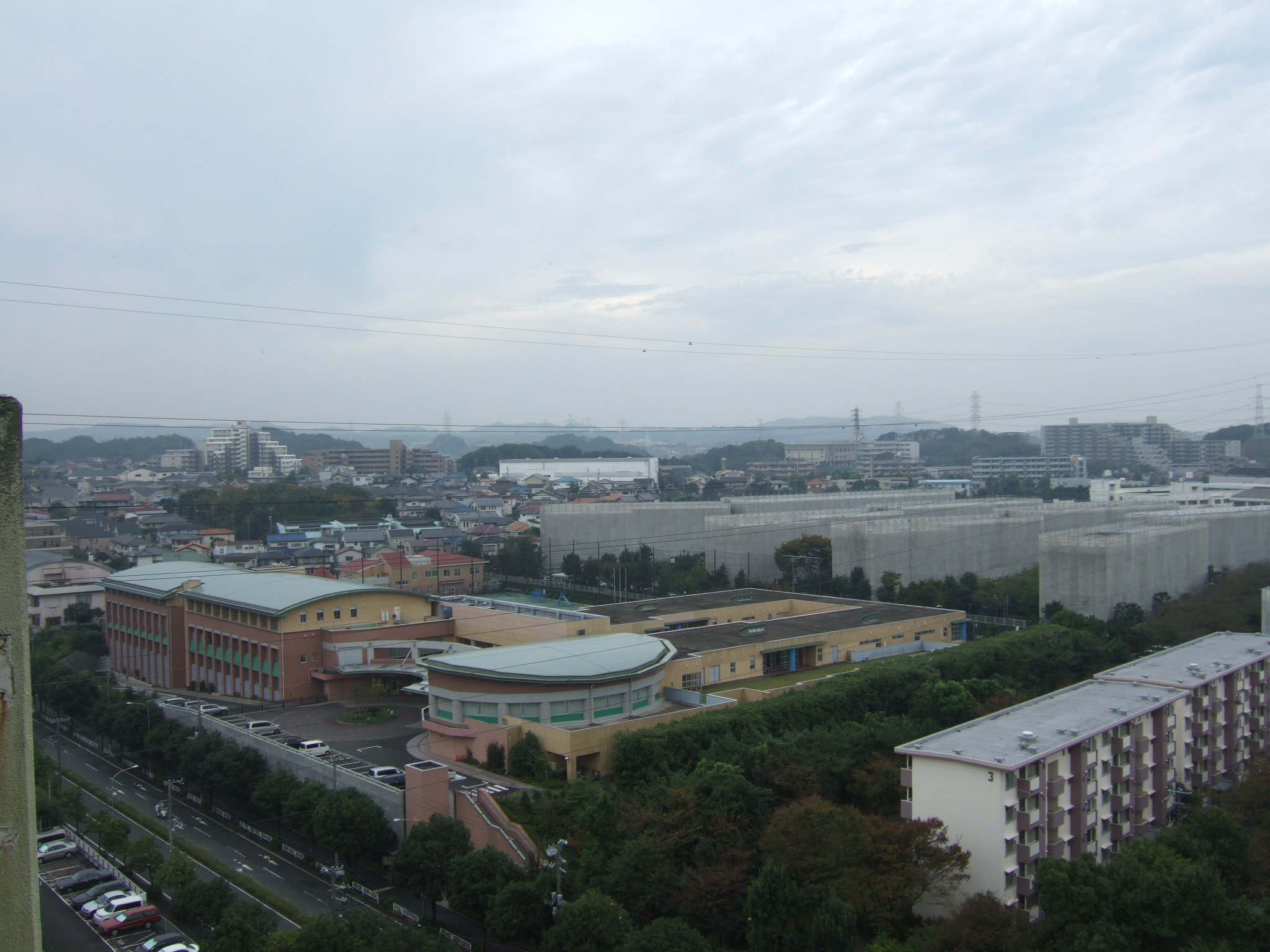
2丁目より9丁目・上郷地区方向を望む
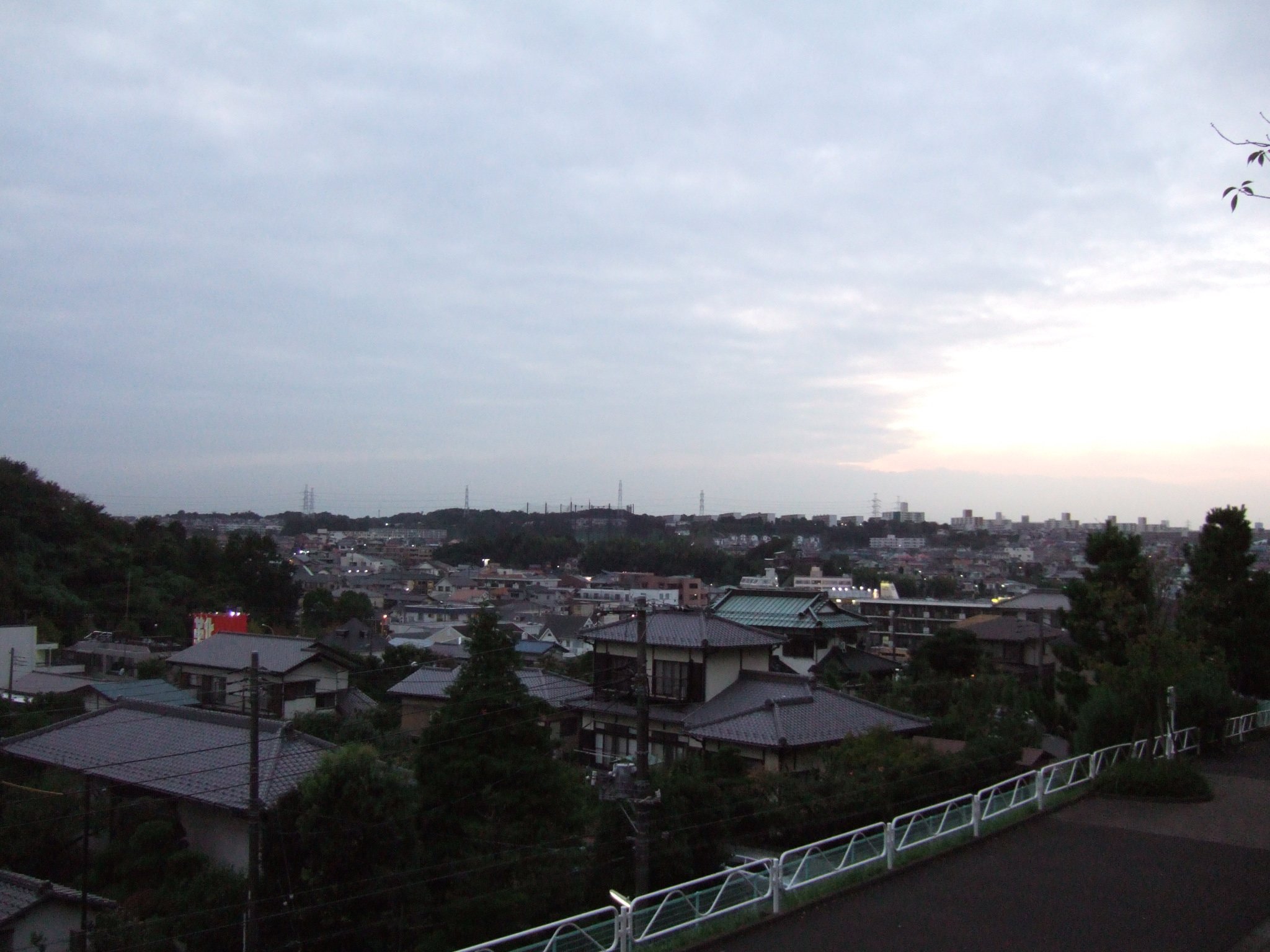
2丁目より1，3丁目・日野南地区方向を望む
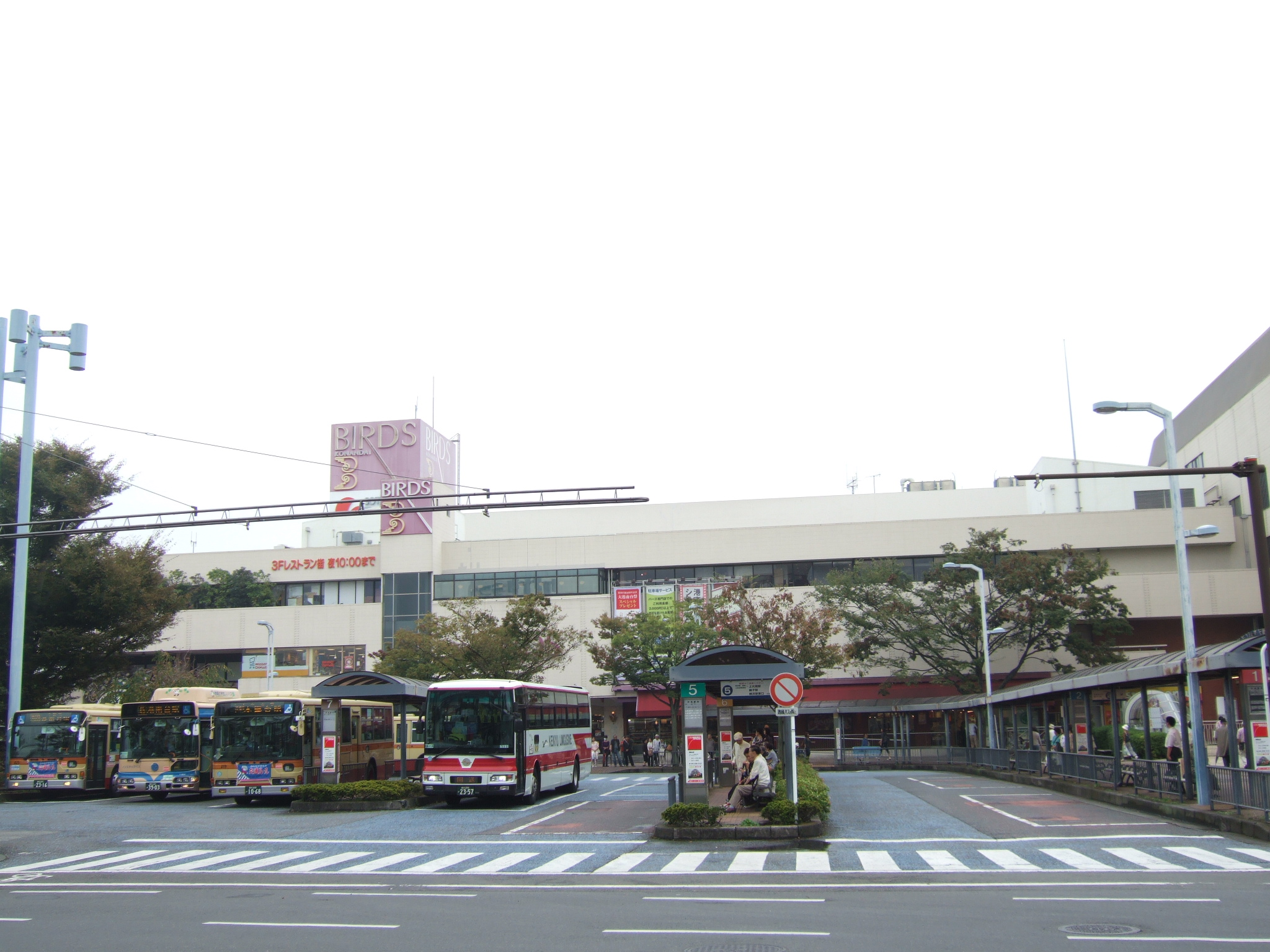
港南台駅前バスターミナルと港南台バーズ
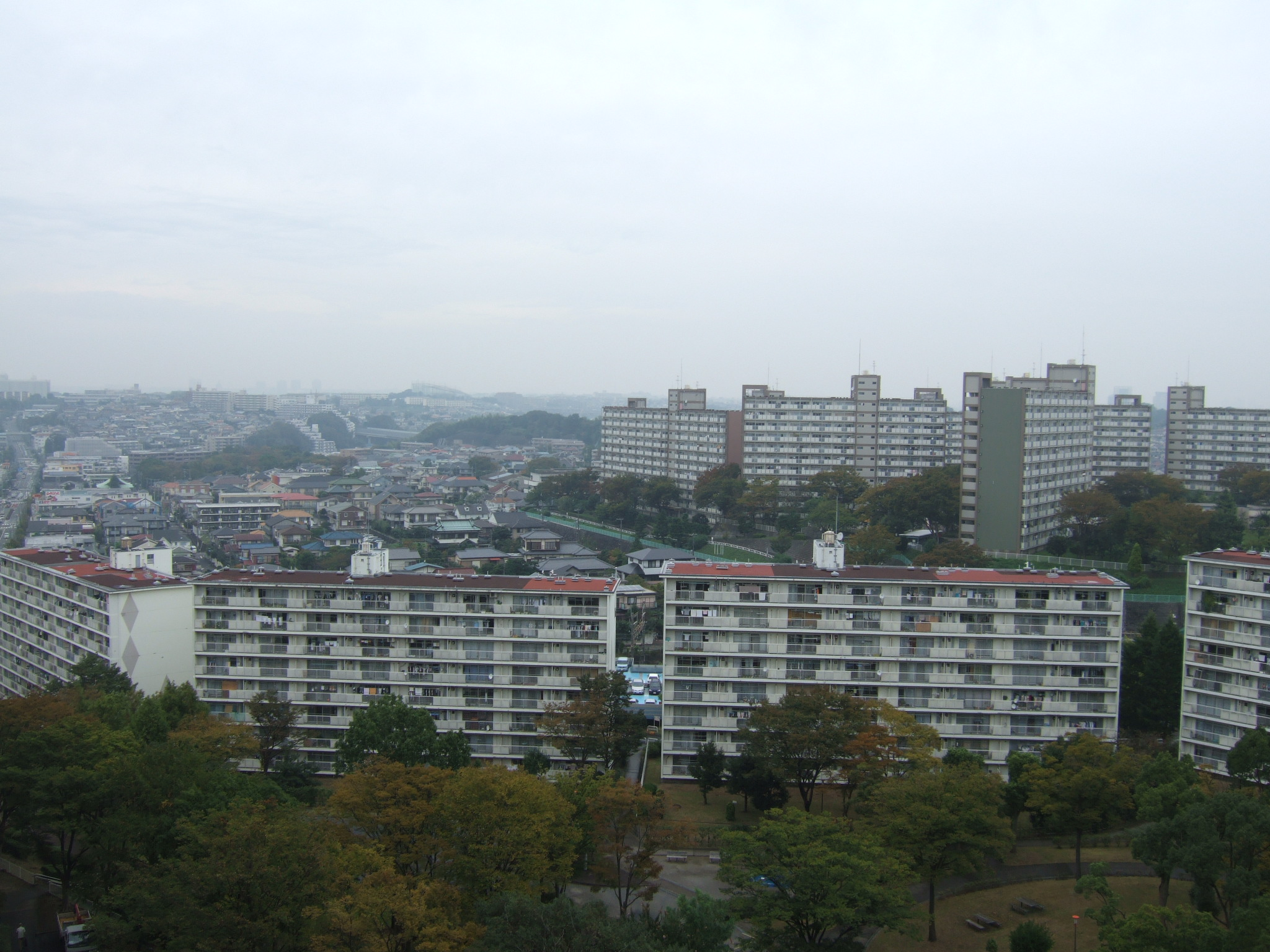
高層団地群
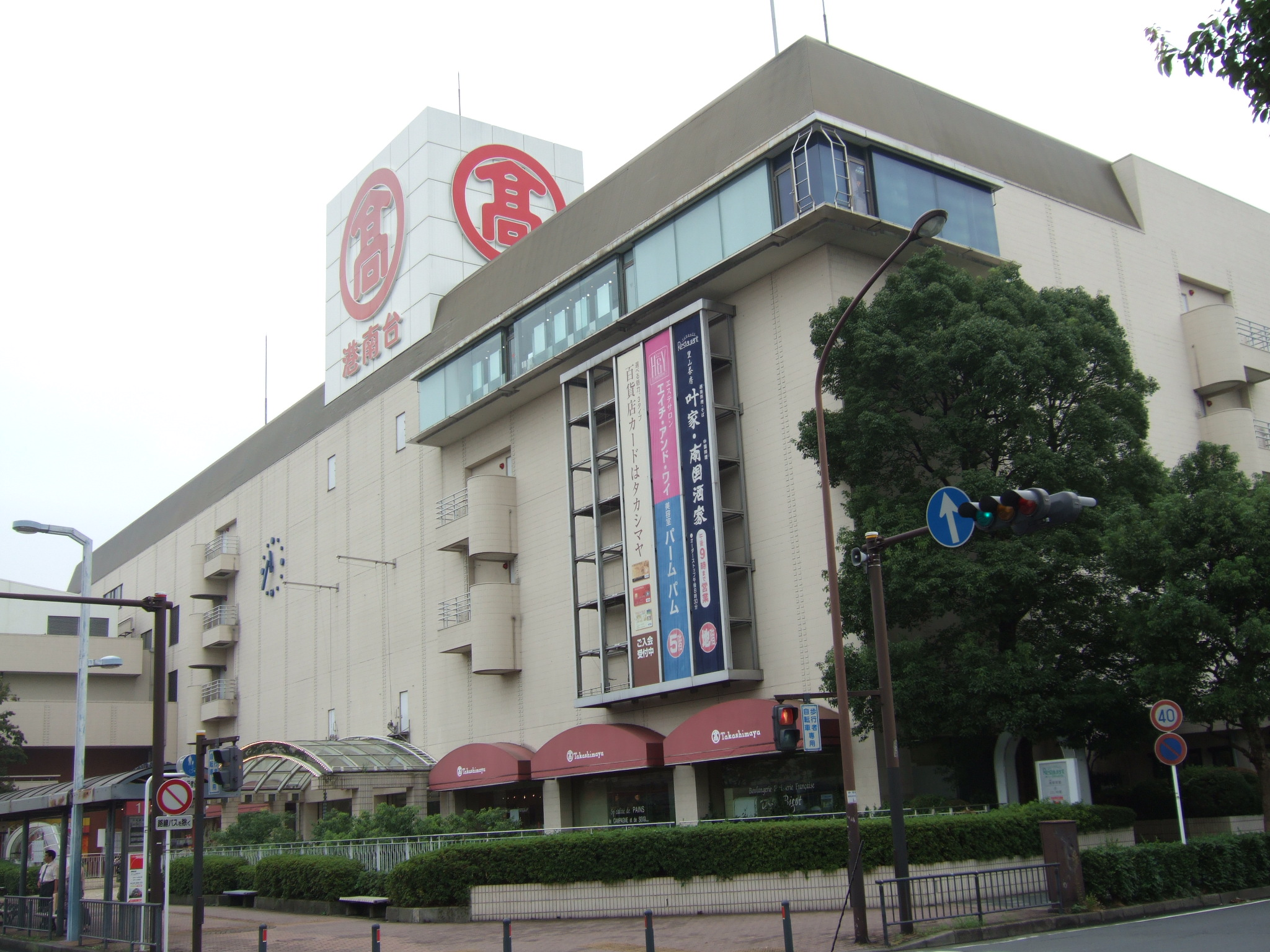
高島屋港南台店（2020年8月閉店）
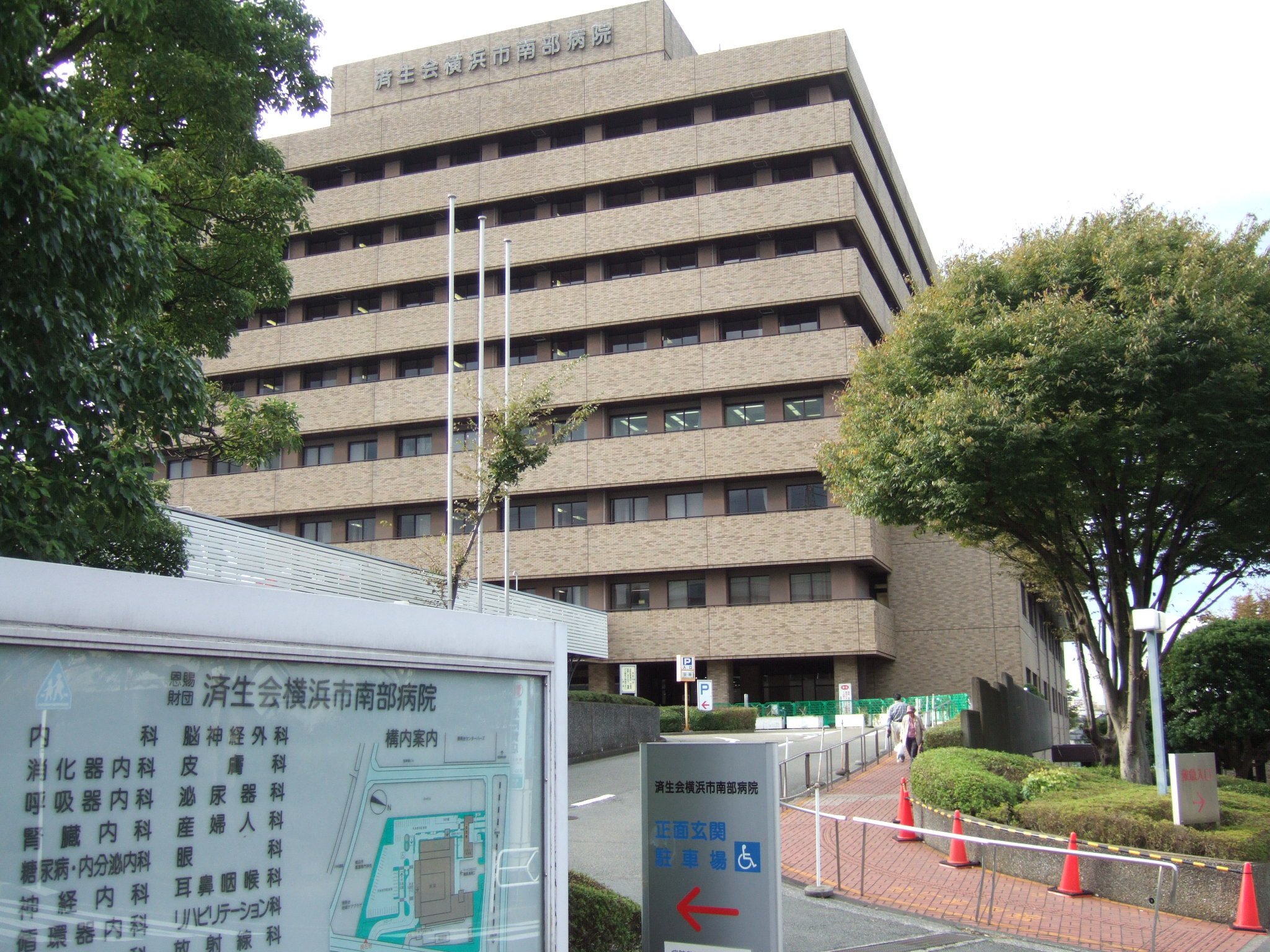
横浜市南部病院

## その他

### 日本郵便
- 郵便番号 : 234-0054[3]（集配局：港南台郵便局[26]）

### 警察
町内の警察の管轄区域は以下の通りである。
| 丁目         | 番・番地等 | 警察署     | 交番・駐在所   |
| ------------ | ---------- | ---------- | -------------- |
| 港南台一丁目 | 全域       | 港南警察署 | 港南台南交番   |
| 港南台二丁目 | 全域       | 港南警察署 | 港南台南交番   |
| 港南台三丁目 | 全域       | 港南警察署 | 港南台駅前交番 |
| 港南台四丁目 | 全域       | 港南警察署 | 港南台駅前交番 |
| 港南台五丁目 | 全域       | 港南警察署 | 港南台駅前交番 |
| 港南台六丁目 | 全域       | 港南警察署 | 港南台南交番   |
| 港南台七丁目 | 全域       | 港南警察署 | 港南台南交番   |
| 港南台八丁目 | 全域       | 港南警察署 | 港南台南交番   |
| 港南台九丁目 | 全域       | 港南警察署 | 港南台駅前交番 |

- 同じ「こうなんだい」という読み方をする地名は日本全国に同字で2箇所、異字で2箇所存在する。
  - 千葉県木更津市港南台
  - 高知県宿毛市港南台
  - 兵庫県神戸市東灘区甲南台
  - 千葉県柏市高南台